# Melanie Amaro
Melanie Ann Amaro (Fort Lauderdale, 26 giugno 1992) è una cantante statunitense cresciuta nelle Isole Vergini britanniche, vincitrice della edizione 2011 del talent show The X Factor negli Stati Uniti.

## Carriera

### Gli inizi
Amaro nacque a Fort Lauderdale, in Florida, ma dopo solo tre anni andò a vivere dalla nonna a Tortola, nelle Isole Vergini britanniche, perché i genitori non potevano mantenerla e poteva vederli solo in estate o durante le vacanze natalizie. Dopo essersi diplomata nel 2010 presso la Plantation High School, nel 2012 venne a sapere che il suo maestro di canto, che la invogliò a diventare cantante e a partecipare a The X Factor USA, era morto a 48 anni per motivi di salute.

### 2011:The X Factor
Nel 2011, Melanie Amaro partecipò a X Factor USA. Cantando la canzone Listen di Beyoncé, passò facilmente agli Home Visit, dove si esibì davanti a Simon Cowell, venendo scartata. All'inizio della competizione, Simon si presentò a casa di Melanie Amaro e le chiese di rientrare in gara, ammettendo di aver commesso "un gravissimo errore" a mandarla via. Nel dicembre dello stesso anno la Amaro vinse The X Factor e subito dopo partecipò a uno spot della Pepsi-Cola, inaugurando così il suo singolo di debutto: Respect.

### 2012-2014: DopoThe X Factor,TrulyeFuel My Fire
Dopo il talent show, Respect diede i suoi frutti: il singolo raggiunse infatti il terzo posto nella classifica americana. Il video ufficiale venne girato al Super Bowl XLV.
Dopo circa un anno da X Factor, nel mese di luglio del 2012, Melanie Amaro pubblicò quello che definì il suo debutto personale, Don't Fail Me Now, realizzandone anche un video ufficiale. Nello stesso anno ottenne una nomination ai Teen Choice Awards 2012 come migliore star femminile dei reality. Con il singolo riuscì inoltre a raggiungere l'ottava posizione della Hot 100 Dance Club Song.
Dopo poco più di un mese pubblicò Love Me Now, che ottenne due piazzamenti in classifica (26º posto nella Urban AC e 111º posto nella Hot R&B\Hip Hop Song) senza però ottenere sensibile successo. Il 9 dicembre 2012 venne pubblicato il terzo singolo di anticipo dell'album Truly, intitolato Long Distance. L'album, la cui pubblicazione era stata fissata per il 2013, non venne in realtà mai distribuito per via di alcune controversie fra la Amaro e la sua casa discografica Epic Records. Nel 2013 la Amaro prese parte al programma televisivo X Factor Around the World e debuttò come attrice di musical prendendo parte allo spettacolo teatrale You're Never Alone.
Nel 2014 la Amaro annunciò il suo ritorno musicale con il singolo Fuel My Fire, pubblicato il 26 giugno. Nel brano la cantante parla della frustrazione avuta per la sua etichetta che, a contratto firmato, non le ha fatto pubblicare quello che avrebbe dovuto essere il suo primo album.

### 2015-2016: Nuovi Progetti
Nel 2015 Melanie pubblica il suo nuovo singolo Dust, in due versioni: solista ed in collaborazione con il rapper Fabulous . Il singolo riceve oltre 30.000 riproduzioni sulle piattaforme streaming. In occasione di Natale pubblica sul suo canale YouTube un Medley Natalizio, con relativo video, dove annuncia l'uscita di un nuovo EP nel 2016. Il video supera le 30.000 visualizzazioni su YouTube. Il 22 dicembre 2015 pubblica su YouTube una cover di Hello, che totalizza oltre 280.000 visualizzazioni. Nel corso del 2015 prende inoltre parte ad una collaborazione con Konshens (un artista emergente) nel brano Can't Wait .
Il 16 febbraio 2016 pubblica il suo nuovo singolo The One, Si tratta del primo singolo della cantante (sotto produzione indipendente) ad essere reso disponibile su tutte le piattaforme Streaming, Digitali e di Riproduzione Video.
È il primo singolo indipendente di Melanie Amaro a bucare una classifica ITunes, precisamente quella delle Virgin Islands, arrivando fino al 14º posto. Il Singolo arriva inoltre alla 2ª posizione della Airplay Nazionale (USA) Dei singoli RnB. Il 7 settembre 2016 esce il videoclip del singolo '' The One '' che totalizza 350.000 views e 30.000 riproduzioni streaming.
Ad ottobre 2016 esce un nuovo singolo '' I'm Done '' ad annunciare il ritiro dalle scene.

## Discografia

### EP
- 2012 - Don't Fail Me Now (Remixes)
- 2014 - Fuel My Fire EP
- TBA - Nice Nasty (Non Confermato)

### Singoli
- 2012 - Respect
- 2012 - Don't Fail Me Now
- 2012 - Love Me Now
- 2012 - Long Distance
- 2014 - Fuel My Fire
- 2015 - Dust (ft. Fabolous)
- 2015 - Dust
- 2015 - Can't Wait
- 2015 - A Christmas Medley
- 2016 - The One
- 2016 - I'm Done